# Stipa ambigua
Stipa gigantea es una especie de la familia de las poáceas.  

## Descripción
Es originaria de Argentina.

## Taxonomía
Stipa ambigua fue descrita por Carlos Luis Spegazzini y publicado en Revista Argentina de Botánica (1): 27. 1925.
Etimología
Stipa: nombre genérico que deriva del griego stupe (estopa, estopa) o stuppeion (fibra), aludiendo a las aristas plumosas de las especies euroasiáticas, o (más probablemente) a la fibra obtenida de pastos de esparto.
ambigua; epíteto latino que significa "dudosa".
Sinonimia
- Amelichloa ambigua (Speg.) Arriaga & Barkworth
- Jarava ambigua (Speg.) Peñail.
- Stipa dusenii Hitchc.[5]